# 丘海
丘海（1956年1月—），男，广东丰顺人，中华人民共和国政治人物。

## 生平
毕业于广州师范学校历史系、华南师范大学政治系。1994年10月，任省纪委政策法规研究室副厅级主任。1996年4月，任省纪委常委。2000年7月，任广东省纪委副书记。2012年3月，任省编办党组书记。2012年7月，任中共深圳市委常委、市纪委书记。2015年6月，当选深圳市人大常委会主任。2019年1月20日，因年龄原因辞去深圳市人大常委会主任职务。担任第十三届全国人大代表。2018年2月24日，当选为第十三届全国人大代表。